# Ljeskovac
Ljeskovac is een plaats in de gemeente Dvor in de Kroatische provincie Sisak-Moslavina. De plaats telt 69 inwoners (2001).